# Gfäller Wand
Gfäller Wand är en bergstopp i Österrike.   Den ligger i distriktet Leoben och förbundslandet Steiermark, i den östra delen av landet, 140 km sydväst om huvudstaden Wien. Toppen på Gfäller Wand är 1 634 meter över havet, eller 87 meter över den omgivande terrängen. Bredden vid basen är 0,62 km.
Terrängen runt Gfäller Wand är kuperad söderut, men norrut är den bergig. Närmaste större samhälle är Trofaiach, 10,2 km öster om Gfäller Wand. 
I omgivningarna runt Gfäller Wand växer i huvudsak blandskog. Runt Gfäller Wand är det ganska tätbefolkat, med 60 invånare per kvadratkilometer.